# 카운트 베이시

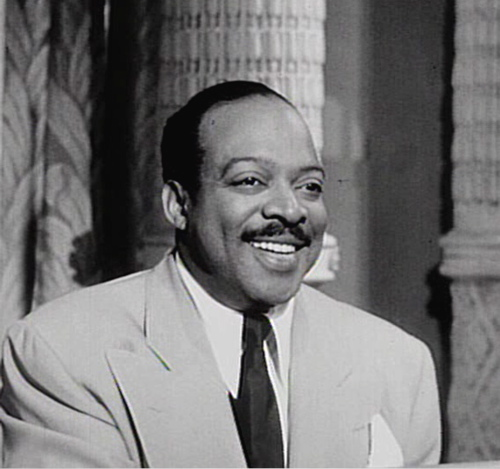

윌리엄 "카운트" 베이시(William "Count" Basie, 1904년 8월 21일 ~ 1984년 4월 26일)는 미국의 재즈 피아니스트, 작곡가 및 밴드리더이다. 카운트 베이시 오케스트라를 50년 동안 지휘하였다. 레스터 영, 프레디 그린등 여러 유명 음악인들이 그의 빅밴드를 통해 유명해졌다.

## 생애
뉴저지주에서 태어났다. 피아니스트였던 어머니가 첫 피아노 레슨을 했다. 공부에는 별로 관심이 없었고 여행하는 삶을 꿈꿨다.
그래미 상을 9번 수상하였다.

## 음반
- Super Chief
- Count Basie and His Great Vocalists
- America's #1 Band: The Columbia Years
- Complete Original American Victor Recordings
- Kansas City Powerhouse